# Romeins-Parthische Oorlog (54-64)

Corbulo's invasie in Armenië (58-59)

De Romeins-Parthische Oorlog (58-63) of Armeense Successieoorlog is een onderdeel van de Romeins-Parthische oorlogen tussen het Romeinse Keizerrijk en de Parthen over de controle van de bufferstaat Armenië.

## Achtergrond
Sinds het laatste conflict onder leiding van Lucius Vitellius in 37 na Chr. was Armenië een vazalstaat van Rome.
Na de moord op keizer Claudius I in 54, profiteerde de Parthische koning Vologases I ervan om Armenië in te lijven en zijn jongste halfbroer Tiridates aan te stellen, als nieuwe koning van Armenië.
De periode 55-58 was er een van diplomatiek getouwtrek. Vardanes II de zoon van Vologases I kwam in opstand tegen zijn vader, Gnaius Domitius Corbulo, de nieuwe Romeinse legeraanvoerder kreeg daardoor tijd om zijn troepen in gereedheid te brengen.

## Oorlog
Na een ultimatum en gesteund door de koningen van Iberië en Commagene viel Corbulo, Armenië binnen. Hij vernietigde de belangrijke steden Artaxata (58) en Tigranocerta (59). De Romeinen hadden terug controle over Armenië en zetten Tigranes VI op de troon.

## Parthische tegenaanval
Pas op de troon, veroverde Tigranes VI, de Parthische provincie Adiabene (61). Vologases I snelde Monobaz II, heerser van Adiabene te hulp, maar de Romeinse troepen sloegen de aanval af. Een kentering kwam in de lente van 62, Rome zond versterking in de persoon van Lucius Caesennius Paetus. Corbulo en Paetus waren geen beste vrienden en Corbulo trok zich terug naar Syria.

### Slag bij Rhandeia
In tegenstelling tot Corbulo verspreidde Paetus zijn troepen en nam een laksere houding aan. Vologases I rolde een voor een de Romeinse troepen op. Paetus panikeerde en riep de hulp in van Corbulo. Corbulo haastte zich niet; bij zijn aankomst was de Romeinse nederlaag duidelijk. Op de vraag van Paetus in de tegenaanval te gaan, antwoordde hij, dat hij daar geen opdracht had voor gekregen. Er kwam een tijdelijk staakt-het-vuren.
Intussen in Rome was men ervan overtuigd dat de inbreng van Paetus voor een groot succes zou zorgen. Toen een Parthische delegatie in de lente van 63 met hun voorwaarden in Rome aankwam, was keizer Nero enorm geschokt: liever een bloedige oorlog, dan ingaan op de gestelde voorwaarden.
Corbulo, die intussen zijn troepen weer in het gareel had, kreeg terug de leiding. Toen Vologases en Tiridates de enorme Romeinse troepenmacht de Eufraat zagen oversteken, waren ze onmiddellijk bereid tot onderhandelingen.

### Vrede van Rhandeia
Corbulo was inschikkelijk en eiste enkel de situatie terug als voor de oorlog. Dit wil zeggen dat de koning van Armenië gekroond moet worden door de Romeinse keizer in Rome.

## Resultaat
In 66 bezocht Tiridates Rome, om zijn kroon in ontvangst te nemen. Om de vrede te accentueren liet Nero de deuren van de Tempel van Janus sluiten. De Vrede van Rhandeia zou vijftig jaar duren, maar Rome zou zijn invloed in Armenië verliezen en dominantie van de Arsacid-dynastie zou gaan overheersen.